# Протока Дрейка

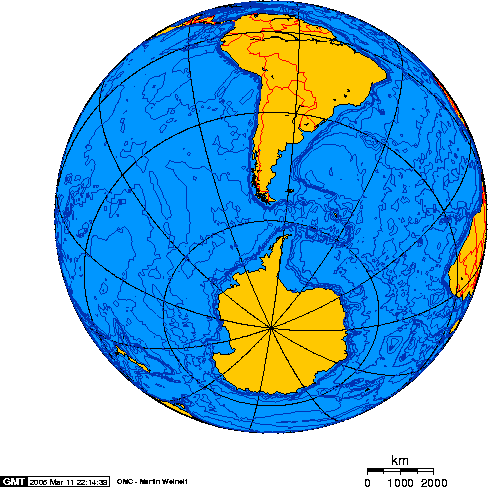
Протока Дрейка між Південної Америкою і Антарктидою

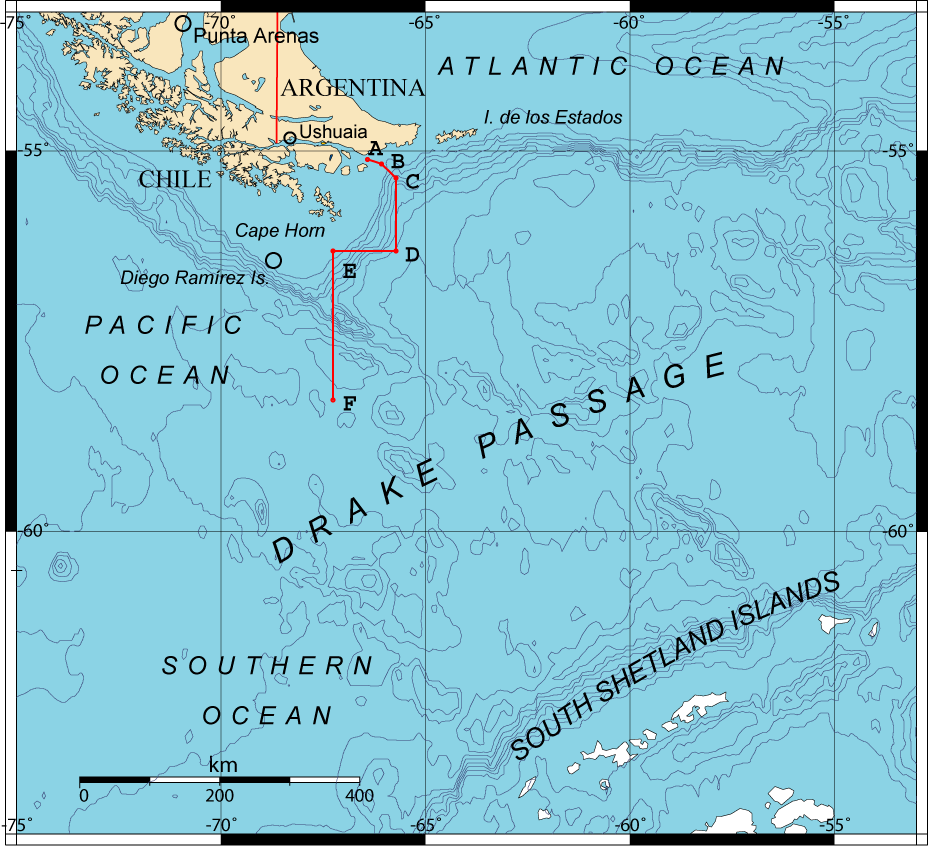

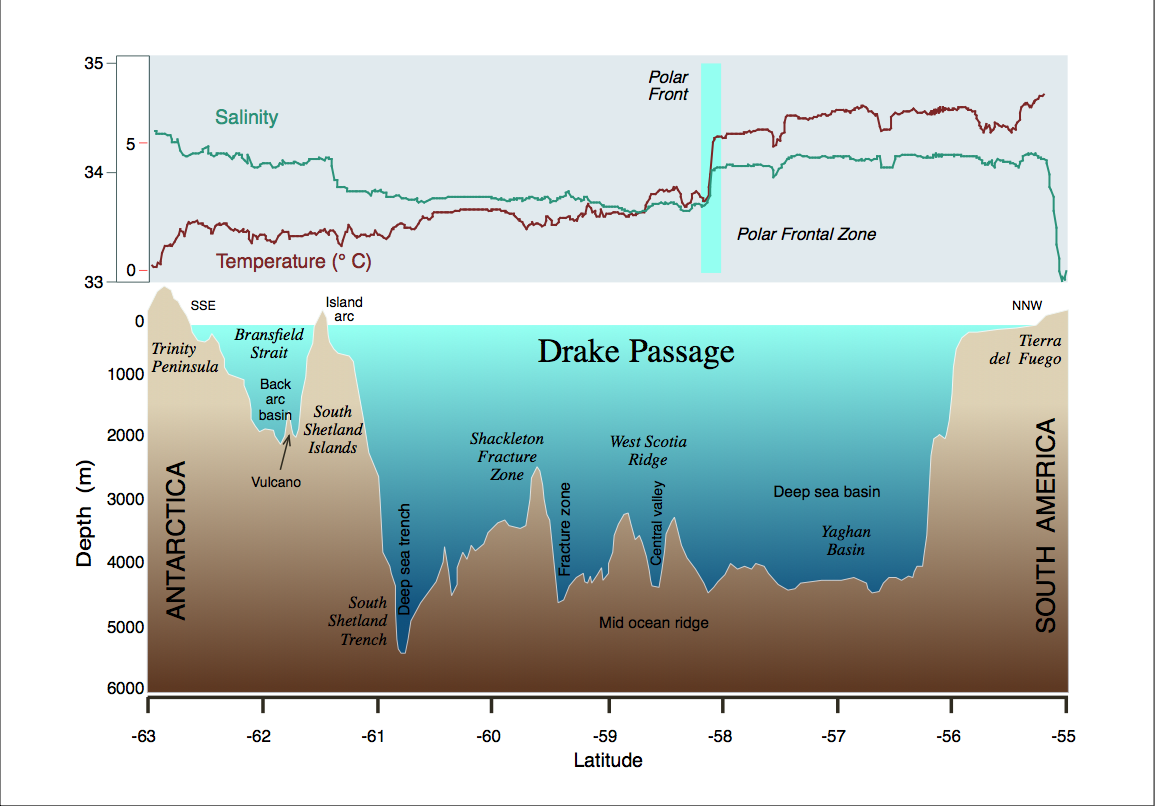

Протока Дрейка (англ. Drake Passage) — морська протока, ділянка океану між південним кінцем Південної Америки — мисом Горн, і Південними Шетландськими островами біля узбережжя Антарктиди. Протока отримала назву на честь відомого британського капера Сера Френсіса Дрейка, який відкрив її під час своєї навколосвітньої подорожі в 1578 році, хоча насправді він протокою не проходив, обравши маршрут через менш бурхливу Магелланову протоку. Вже після виходу з Магелланової протоки його корабель був віднесений штормом далеко на південь, де він побачив південний край континенту і відкрите море далі на південь.
Перше зареєстроване плавання протокою Дрейка здійснив в 1616 році голландець Віллем Схоутен на кораблі «Ендрахт» (Eendracht).
Протока має 400 км завдовжки і 820 км завширшки; це найменша відстань, яка відокремлює Антарктиду від решти земної суші. Вважається, що через протоку пролягає межа між Тихим і Атлантичним океанами. За межу беруть або лінію, проведену від мису Горн до острова Сноу (за 257 км від континентального узбережжя Антарктиди), або меридіан, який проходить через мис Горн. Обидві лінії розподілу лежать в межах протоки Дрейка. Максимальна глибина в протоці 5840 м.
Окрім крихітних островів Дієго-Рамірес за 30 км на південь від мису Горн іншої суші в протоці немає. Також значних мас суходолу немає ніде на широті протоки Дрейка, і нічого не перешкоджає бігу Антарктичної циркумполярної течії, яка несе гігантський об'єм морської води (в 600 разів більший, ніж Амазонка) через протоку Дрейка і довкола Антарктиди.
Протока Дрейка відома серед моряків своїми страшенними штормами з хвилями висотою понад 10 метрів, які вирують тут більшу частину року. Розташована між 56º і (приблизно) 60º південної широти, протока якнайкраще відповідає старій моряцькій приказці: «За сороковою немає закону. За п'ятдесятою Бога немає».
Під час спокійної погоди протока Дрейка — чудове місце для спостережень за китами, дельфінами і різноманіттям морських птахів, зокрема гігантських буревісників, альбатросів та пінгвінів. З цією метою ці місця відвідують численні туристські теплоходи під час круїзів.
Скам'янілі знахідки свідчать, що протока з'явилася близько 40 млн років тому. До того часу Тихий океан був повністю відокремлений від Атлантичного, і Антарктида була значно тепліша і не мала льодовиків. Після поєднання двох океанів сформувалася Антарктична Циркумполярна течія, яка створила довкола Антарктиди область надзвичайно холодного клімату, що й привело її до її теперішнього стану.

## Клімат
Акваторія протоки лежить у помірному кліматичному поясі. Увесь рік панують помірні повітряні маси. Переважає західний перенос. Найсильніші вітри спостерігаються на півночі протоки (у районі мису Горн). Значні сезонні коливання температури повітря. Середня річна температура повітря коливається від 5 °C на півночі до -3 °C на півдні. Температура води на поверхні коливається від 6 °С на півночі до -1 °С на півдні. Зона антарктичної конвергенції знаходиться в районі 60-ї паралелі. Зволоження достатнє, місцями надлишкове. Цілий рік переважає циклонічна діяльність, погода мінлива, часті шторми (несамовиті п'ятидесяті). Морська плавуча крига зустрічається цілий рік. Відносно тепла зима з нестійкою погодою і сильними західними вітрами. Прохолодне літо з більш спокійною погодою, ніж взимку.

## Галерея

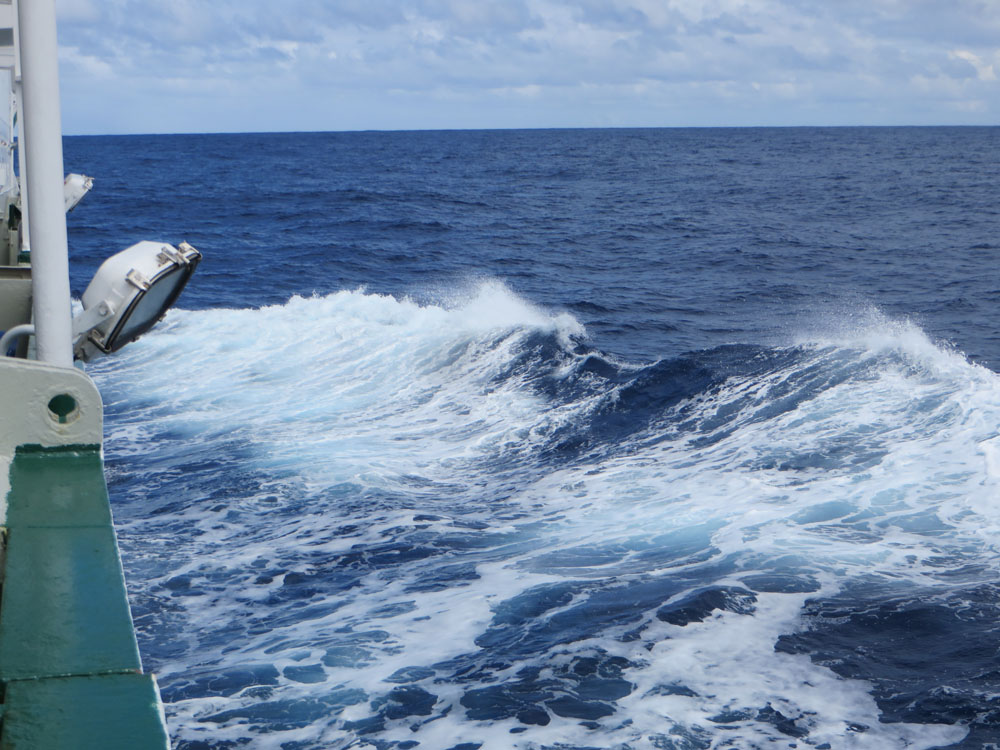
Протока Дрейка
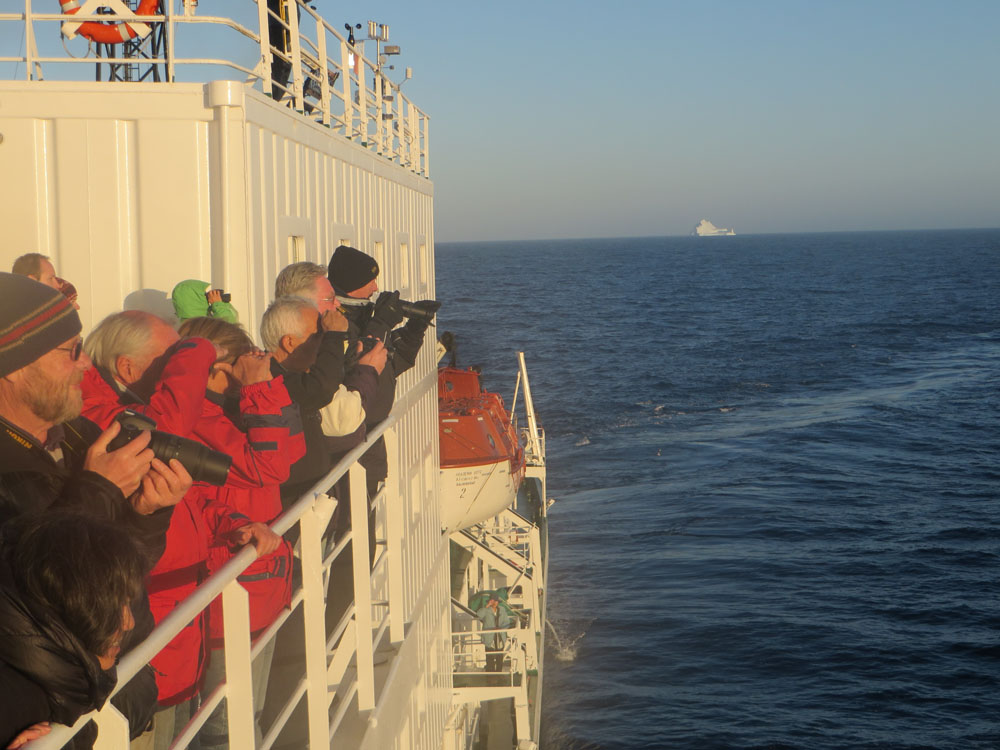
Туристи спостерігають китів у протоці Дрейка
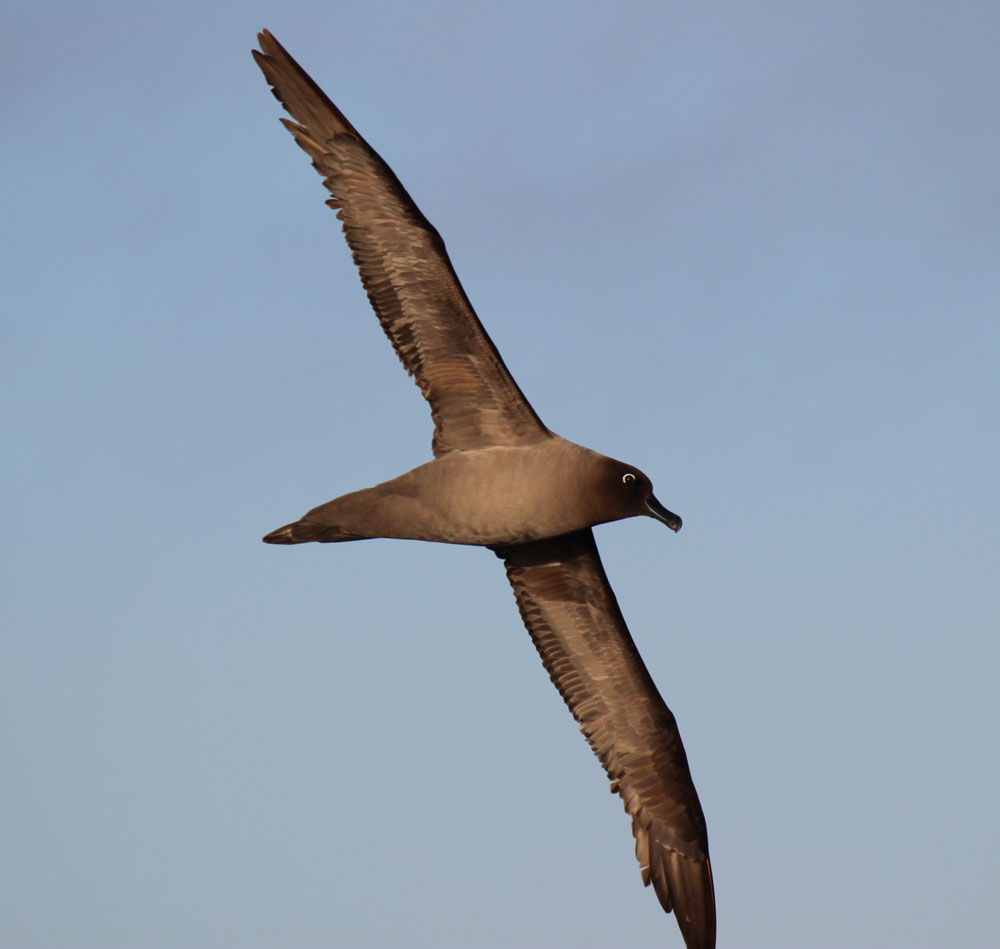
Світлоспинний димчастий альбатрос над протокою
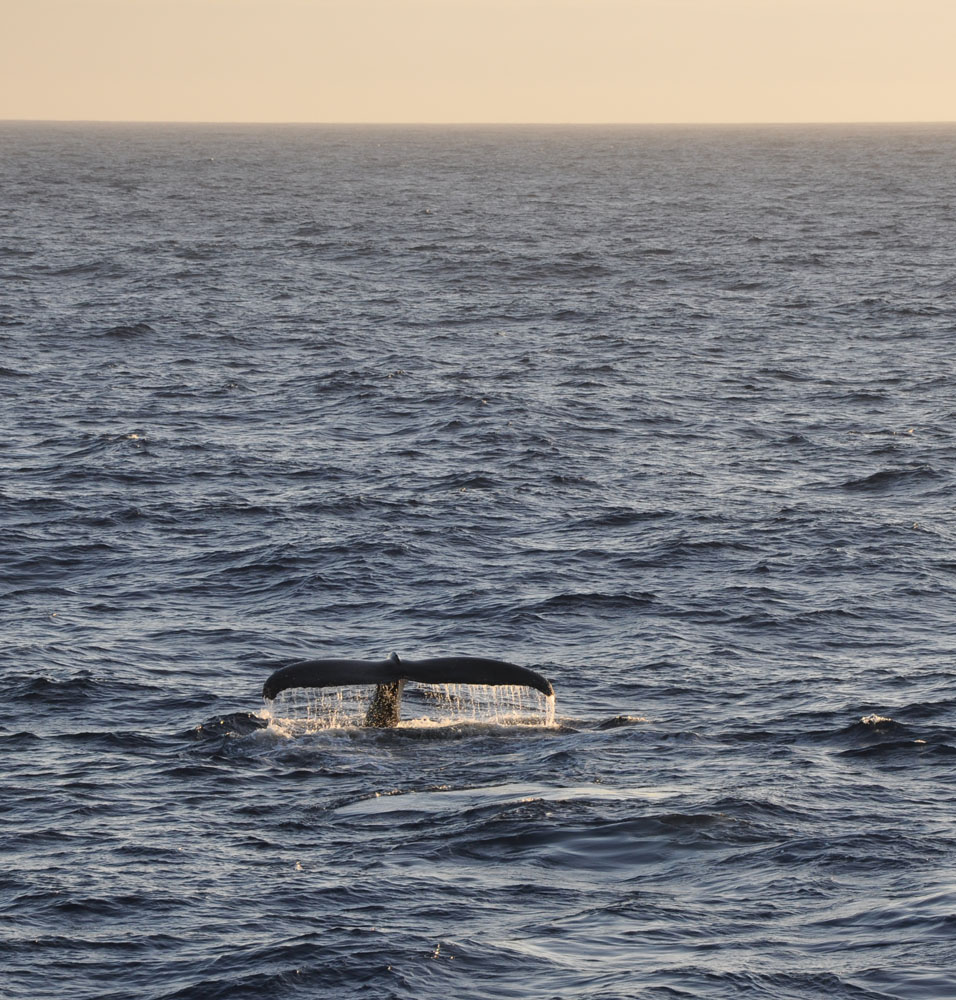
Горбатий кит у протоці Дрейка
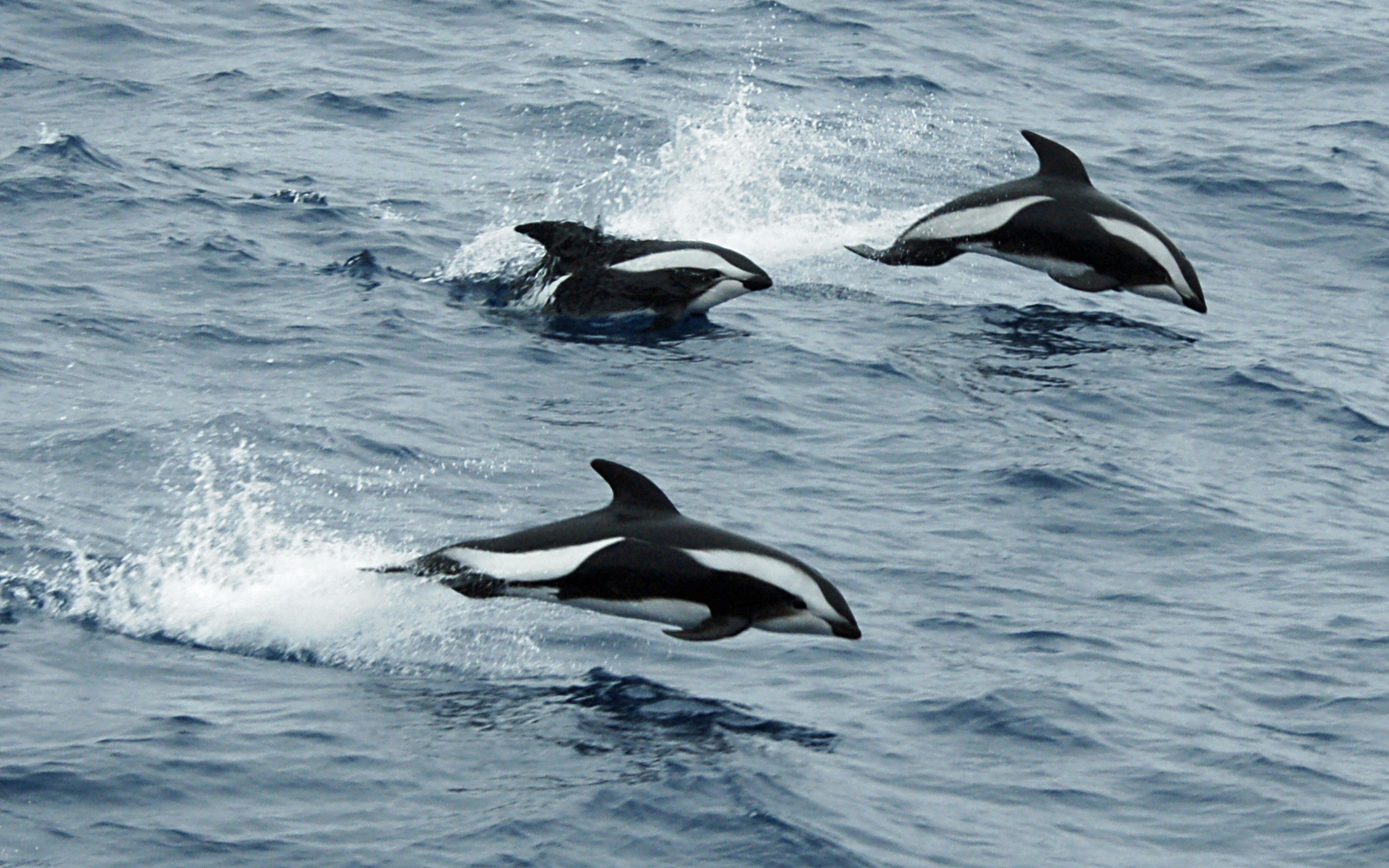
Lagenorhynchus cruciger у протоці